# André Coelho
André Henriques Nunes Coelho, noto semplicemente come André Coelho (Viseu, 30 ottobre 1993), è un giocatore di calcio a 5 portoghese.
Con la nazionale portoghese è stato campione del mondo nel 2021 e campione europeo nel 2018 e nel 2022.

## Palmarès

### Club

#### Competizioni nazionali
- Campionato portoghese: 1
Benfica: 2018-19
- Taça da Liga: 2
Benfica: 2017-18, 2018-19
- Campionato spagnolo: 3
Barcellona: 2020-21, 2021-22, 2022-23
- Coppa di Spagna: 2
Barcellona: 2021-22, 2023-24
- Coppa del Re: 2
Barcellona: 2019-20[1], 2022-23
- Supercoppa di Spagna: 2
Barcellona: 2021, 2022

#### Competizioni internazionali
- UEFA Champions League: 1
Barcellona: 2021-22

### Nazionale
- Campionato mondiale: 1
Lituania 2021
- Campionato d'Europa: 2
Slovenia 2018, Paesi Bassi 2022